# 魔王様ちょっとそれとって!!
『魔王様ちょっとそれとって!!』（まおうさまちょっとそれとって!!、Hey! Miss Satan taking it!!）は、春野友矢による日本の漫画作品。『ミラクルジャンプ』（集英社）にてN°4から2016年3月号まで連載された。その後掲載誌を『ウルトラジャンプ』（同社刊）に移し、2016年4月号から2018年11月号まで連載。
ファンタジー世界の勇者と魔王を題材とする作品で、本作でも勇者が強大な魔王と対峙しているという世界観こそ踏襲しているものの、戦闘描写などはほとんど描かれないコメディ漫画作品となっている。春野作品全体の傾向ではあるが、かといって全体の流れには関わらないモブキャラクターがその話の構成の重きをなすことが多い。
第1巻発売時では、著者が『月刊コミックアライブ』（メディアファクトリー）で連載している『ディーふらぐ!』第6巻と同時発売し、コラボレーション企画が催された。

## あらすじ
封印されていた魔王が復活し、それを討伐する勇者たちとの闘いの末、魔王は敗れて結界である「檻」に再び封印されてしまう。しかしなぜか勇者一行も共に封印されてしまったため、魔王は勇者一行と休戦協定を結び、共に「檻」からの脱出手段を模索する。

## 登場人物
魔王
ヒロイン。姿は10代半ばから後半ほどの少女。スパッツを着用。騎士の胸の大きさに嫉妬している。強大な力を持つ魔族の王で、長い間封印が施されていたが復活した。
幼いころは宮城（きゅうじょう）で暮らしていた。不器用であり、紙飛行機や竹トンボすらまともに飛ばせない。料理もできない。
魔法使いからも危険視される程の戦闘能力を誇っていたが、大規模攻撃に特化しているために少数戦では苦戦する。勇者たちとの戦いに敗れて、勇者一行ともども「檻」に封印されてしまい、勇者たちとともに脱出方法を探しながら生活している。
「檻」の中ではかつての力が封印されているため、事実上一般の少女と変わらない。僧侶いわく気が全くない。
次期魔王として養育されたためにやや世間に疎く、かつ性格自体は真面目で常識的なため、変人揃いの勇者パーティの面々にからかわれたりないがしろにされたりと、色々な意味で不遇な目に合わされている。
必殺技の名前は「レインボーダークネス」。

### 勇者パーティ
魔法使い
男性。文武両道の青年ではあるが、慇懃無礼で変態趣味を持ち合わせる変人。短気な性格。両利き。普段失敗しないため、失敗すると弱い。
幼いころから魔王研究科に所属しており、魔王の正体について核心を突くなどして神童と呼ばれていた魔王研究の若き天才と呼ばれている。視力が悪くなってきているため、眼鏡を作っており、時折かけている。
非常に器用であり、絵画の心得や吟遊詩人、魔王の服を作るなど多芸な人物。「檻」の脱出方法を探り当てられるだろう唯一の人間であり、魔王も頭が上がらないことが多い。魔王のことは「魔王様」と呼んでいるが、どう見ても敬っている訳ではない。
回想のみに出てくる侍女の子孫。
勇者
勇者一行のリーダーの青年。勇者と呼ばれるのは恥ずかしく思っている。一般的な感覚を有しており、風呂場を覗いただけで鼻血を流している。魔法使いに勝てそうなところは持久力くらい。
祖母の教えを大事にしており、文武両道を心掛けていたが、その祖母はというと子供のころの魔法使いから言われたことをそのまま孫の勇者に教えていただけだった。子供のころの夢はバトルマスター。
料理が得意であり、魔法使いよりも上手に作ることができる。能力に突出したものはないが、平均的なステータスを所持している。数多くある必殺技の名称はどれも痛々しいものである。
単純な性格ゆえに、黒幕的ポジションの魔法使いに都合よく使われている節がある。
魔王戦ですら使わなかった奥の手が存在しており、それは重しとなっているブーツを脱ぐこと。これによりスピードが1.15倍になる
魔王の復活を阻止するために魔法使いを勧誘をしたが、魔法使いが出した条件は球技大会で魔法使いにもし勝てたら、仲間に加わることを考えていた。
剣はダマスカス製だが、魔法使いによって、無理矢理に鍬に加工されてしまった。歴代の使っていた剣をコレクションしている。
武道家
勇者一行のメンバーの1人。10代前半程度の小柄な少女。腕力、脚力、素早さのいずれもが突出しており、魔王との戦いでは特に活躍した。もっとも武道家というクラスに執着はないらしく、魔王との戦いが終わったら引退しようと考えていた。また大人の女性へ憧憬の念を抱いている。事実上無力化した魔王のことは半ば見下している。一人称は「ボク」。魔法使いたちのことは「あんちゃん」と呼んでいる。
手甲はオリハルコン製。
荷物持ち
勇者一行のメンバーの荷物持ち。通称は「もっちん」。屈強な体格の男性で、常にコマ割りでは顔は見切れている。
その巨躯に反して心優しい良識人であり、献身的で義理堅い性格のため勇者一行からの信頼は厚い。勇者一行の中心的人物として扱われている。ハープが弾ける。体格に似合わず小食で、おかわりはしたことがない。
体格に相応しく勇者を凌駕する腕力を持っており、勇者一行の武具などの荷物を全て肩代わりして旅を続けていたほか、拳圧で衝撃波すら出せるが、本人は戦闘に参加することはない。
魔王との戦いで、後方で仁王立ちしていたため、魔王と騎士からは警戒されていて迂闊に動けなかった。
僧侶
勇者一行のメンバーの1人。執念深い性格であるらしく、勇者一行内でも恐れられている。魔王との戦闘の1ヶ月前までは職業はバトルマスターだった。ギルドからパラディン、ゾンビスレイヤー、サムライは免許皆伝の認定をされている。腕の可動域の狭い、500キログラムの鎧を装備したまま普通に戦えるなど、常軌を逸している。
魔王を封印する際、道連れを防ごうとした勇者と武道家の合体技によって吹き飛ばされたが、結局封印はされてしまっている。
頭部を負傷したことで記憶喪失になっていた。服装から自分を僧侶と思い、気を探る力を頼りに歩き回っていた。
後ろに立たれると条件反射で攻撃してしまう癖がある。
魔法使いの実姉であり、勇者や武闘家の師匠でもある。

### その他
侍女
魔王の侍女。幼少時代の魔王の養育係で、魔王とは従姉妹の関係にあたる。利己的な部分があるが魔王を溺愛しており、よく魔王をいじっていた。
昔は神童と思われるほど。
裁縫や料理などのスキルは高いが、戦闘になると魔王にははるか及ばない。魔王の父親の代から仕えているらしい。
可愛らしいだけで威厳のない魔王に、魔王らしい見た目にするためのコスチュームを自作しているその内、取り外しできる角以外の仮面とマントは博物館に飾られている。
伝説の剣を作っており、武具宝物館に飾られている。
魔王についての手記を残しており、魔王研究科の資料として使われていた。回想シーンでのみ登場しており、「檻」の中にはその姿は見られない。
実はすでに亡くなっており、魔法使いと僧侶の祖先にあたる。
魔導師 / 兄弟子
魔王研究科における魔法使いの直属の先輩。それ故に魔法使いからは兄弟子と呼ばれている。魔王の封印を解いた張本人。学院からは恥さらしと言われている。
周囲からは期待の新人と呼ばれそれなりに優秀な成果を上げていたが、年下である魔法使いにはいつも敵わなかった。後に数人の仲間とともに魔王を復活させるために暗躍し、ついにそれを成功させる。
しかし魔王は敗れ、またその前哨戦で自らも惨敗していた。その後、「檻」の封印に巻き込まれ、魔王を勇者一行から取り戻そうとしている。
わざわざ、勇者一行が来るタイミングで封印を解除しており、勇者一行に絶望を与えようとしたが失敗に終わっている。
彼もまた、「檻」の中では魔法が使えなくなっており、棒術も少しだけできる程度なので戦闘力はほぼない。
騎士
魔導師に従って魔王の封印を解いたグループの1人。女性。巨乳。性格はドライ。
一応、護衛として魔導師の方針には従っているものの、魔導師の戦闘力が低い点や、魔王が無力化していることを知って造反を考えるなどしている。

## 作中用語
「檻」（おり）
勇者たちが魔王を封印するために持ち出した結界で、本作の舞台。結果、魔王だけではなく勇者一行も封印されてしまっている。内部構造については謎が多いが、生活していける程度の資源には恵まれている。内部にいる者は魔法などの得意能力を奪われてしまうため、魔王や魔法使いはそれらを使うことができなくなっている。
トルネ
この世界の通貨単位。1トルネがおよそ1円ほどであるらしい。
ポコポコゲーム
この世界における卓球に似た球技。ある王国で生まれ推進しているらしい。「檻」の中で娯楽は限られているためか、頻繁に行われている。

## 書誌情報
- 春野友矢 『魔王様ちょっとそれとって!!』 集英社〈ヤングジャンプ・コミックス〉、全8巻
  1. 2012年10月28日発行（10月23日発売[集 1]）、ISBN 978-4-08-879470-9
  2. 2013年8月14日発行（8月9日発売[集 2]）、ISBN 978-4-08-879632-1
  3. 2015年1月24日発行（1月19日発売[集 3]）、ISBN 978-4-08-890106-0
  4. 2015年9月23日発行（9月18日発売[集 4]）、ISBN 978-4-08-890221-0
  5. 2016年5月24日発行（5月19日発売[集 5]）、ISBN 978-4-08-890385-9
  6. 2017年1月24日発行（1月19日発売[集 6]）、ISBN 978-4-08-890580-8
  7. 2017年12月24日発行（12月19日発売[集 7]）、ISBN 978-4-08-890766-6
  8. 2018年12月24日発行（12月19日発売[集 8]）、ISBN 978-4-08-891154-0